# Dieta baixa en fibres/baixa en residus
Una dieta baixa en residus és una dieta destinada a reduir la ingesta de material no digerible, reduint així la femta i les necessitats de defecació.
La dieta es pot utilitzar en alguns trastorns gastrointestinals funcionals, com a part de la preparació intestinal abans d'un procediment de diagnòstic com la colonoscòpia o com a teràpia a curt termini per a estadis aguts de malalties gastrointestinals com la malaltia de Crohn, diverticulitis, obstrucció intestinal i colitis ulcerosa. A més, sovint es prescriu una dieta baixa en residus abans i/o després de la cirurgia abdominal o els tractaments contra el càncer.
Una dieta baixa en fibra és una dieta baixa en residus que elimina la fibra dietètica en particular. Els termes no sempre es distingeixen, però quan ho són, una dieta baixa en residus inclourà restriccions addicionals a aliments com els productes lactis, que no contenen fibra, però sí que generen residus després de la digestió.
Si el problema rau en els hidrats de carboni fermentables, el pacient pot ser dirigit a una dieta baixa en FODMAP. Algunes dietes monotròfiques, com la dieta carnívora, són implícitament baixes en residus, però també inadequades per la nutrició.

## Pautes dietètiques

### Directrius estàndard
Gairebé totes les dietes baixes en residus fan les següents recomanacions:
| Tipus de menjar        | Menjar/Beure                                                                                | Evitar                                                             |
| ---------------------- | ------------------------------------------------------------------------------------------- | ------------------------------------------------------------------ |
| Cereals                | Pans i altres productes de forn elaborats amb farina blanca refinada                        | Pans integrals i pans amb granets o similars                       |
| Cereals                | Cereals freds elaborats amb farines refinades, com els flocs de blat de moro i arròs inflat | Cereals integrals i segó                                           |
| Cereals                | Arròs blanc, fideus, pasta refinada                                                         | Arròs integral, pasta de blat integral i altres aliments integrals |
| Fruites                | Sucs de fruites sense polpa, excepte sucs de prunes seques                                  | Sucs amb polpa o llavors, suc de pruna                             |
| Fruites                | Fruites toves com plàtans i melons                                                          | Fruits secs, baies                                                 |
| Fruites                | Fruita en conserva o ben cuita                                                              | Cocos, crispetes                                                   |
| Verdures               | Sucs de verdures sense polpa                                                                | Sucs amb polpa o llavors                                           |
| Verdures               | Patates sense pell                                                                          | Pells de patata                                                    |
| Verdures               | Verdures en conserva o ben cuites                                                           |                                                                    |
| Carn, altres proteïnes | Carn tendre, peix, aus, ous ben cuits                                                       | Carn dura, carn amb tendrums                                       |
| Carn, altres proteïnes | Mongetes, pèsols, llegums, fruits secs                                                      |                                                                    |
| Lactis                 | Llet                                                                                        | Tots els lactis si són intolerants a la lactosa                    |
| Lactis                 | Formatges suaus                                                                             | Formatges forts                                                    |
| Lactis                 | Iogurt natural                                                                              | Iogurt o formatge que contingui fruits secs, baies, fruita crua    |
| Olis                   | Olis vegetals, margarina, mantega                                                           | Aliments fregits                                                   |